# Lãnh thổ Montana
Lãnh thổ Montana (tiếng Anh: Montana Territory hay Territory of Montana) từng là một lãnh thổ hợp nhất có tổ chức của Hoa Kỳ, tồn tại từ 28 tháng 5 năm 1864 cho đến 8 tháng 11 năm 1889 khi nó được phép gia nhập liên bang để trở thành tiểu bang Montana.

## Lịch sử
Lãnh thổ Montana được thành lập từ đất đai của Lãnh thổ Idaho theo một đạo luật của Quốc hội Hoa Kỳ và được tổng thống Abraham Lincoln ký thành luật ngày 26 tháng 5 năm 1864. Các khu vực đất nằm ở phía đông Đường phân thủy Lục địa Bắc Mỹ trước đó từng là một phần của Lãnh thổ Nebraska và Lãnh thổ Dakota. Nguyên thủy các khu vực vừa kể đều là một phần đất của Cấu địa Louisiana mà Hoa Kỳ mua của Pháp.
Lãnh thổ cũng bao gồm một phần đất của Lãnh thổ Idaho nằm ở phía tây đường phân thủy lục địa và ở phía đông Dãy núi Bitterroot. Hoa Kỳ thu được vùng này theo Hiệp định Oregon và nguyên thủy nó là thuộc Xứ Oregon. Phần đất của Xứ Oregon mà sau này trở thành một phần của Lãnh thổ Montana trước đó được tách ra làm một phần đất của Lãnh thổ Washington.
Ranh giới giữa Lãnh thổ Washington và Lãnh thổ Dakota là Đường phân thủy Lục địa Bắc Mỹ (như được biểu thị trong bản đồ năm 1861). Tuy nhiên, ranh giới giữa Lãnh thổ Idaho và Lãnh thổ Montana đi theo Dãy núi Bitterroot nằm ở phía bắc vĩ độ 46°30′ bắc (được biểu thị trên bản đồ 1864). Truyền thuyết dân gian có kể rằng một nhóm khảo sát say rượu đã đi nhầm theo một ngọn núi và đã lầm lẫn di dời ranh giới về hướng tây vào trong Dãy núi Bitterroot.
Trái ngược với truyền thuyết, ranh giới chính xác là nơi mà Quốc hội Hoa Kỳ có ý định phân giới. Đạo luật tổ chức Lãnh thổ Montana phân định ranh giới mở rộng từ nơi giao cắt của các tiểu bang Montana, Idaho, và Wyoming hiện thời ở: 
Vĩ độ 44 độ và 30 phút Bắc; từ đó theo hướng tây dọc theo vĩ độ 44 độ 30 phút Bắc vừa nói đến một điểm mà nó giao cắt với xương sống của Rặng Thạch Sơn; từ đó đi theo xương sống Rặng Thạch Sơn lên hướng bắc cho đến khi nó gặp Dãy núi BitterRoot; từ đó theo hướng bắc dọc theo xương sống của Dãy núi Bitter Root đến nơi giao cắt với kinh độ 39 độ Tây tính từ thủ đô Washington; từ đó đi dọc theo kinh độ vừa nói lên hướng bắc đến đường biên giới với phần đất sở hữu của người Anh (hiện nay là Canada).
Các ranh giới của lãnh thổ không thay đổi trong suốt thời gian tồn tại. Lãnh thổ được phép gia nhập liên bang để trở thành tiểu bang Montana vào ngày 8 tháng 11 năm 1889.

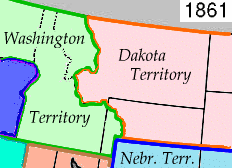
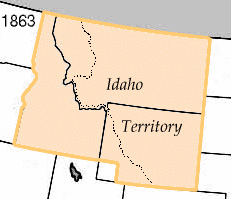
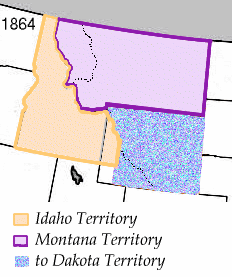
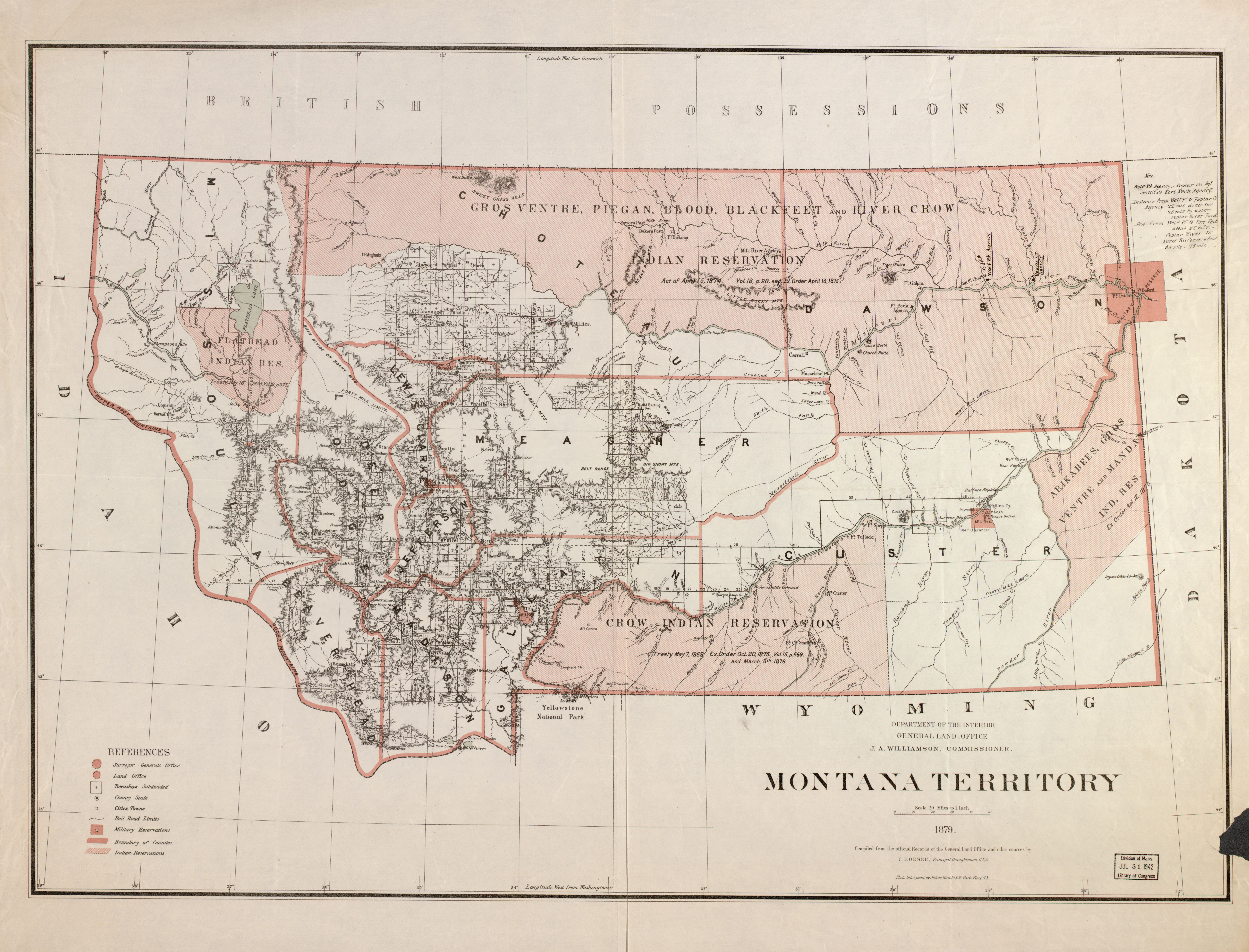
Tái tổ chức Lãnh thổ Idaho khởi sự vào năm 1864, cho thấy Lãnh thổ Montana mới được thành lập.